# Ligue des femmes de l'ANC
La Ligue des femmes du Congrès national africain (African National Congress Women's League en anglais - ANCWL) est, en Afrique du Sud, l'aile féminine du Congrès national africain (ANC). Elle est fondée en 1918 sous le nom de « Ligue des femmes bantoues » et intègre l'ANC en 1943, quand ce dernier ouvre pour la première fois ses rangs aux femmes noires. Sa première présidente est Charlotte Maxeke.
La Ligue des femmes de l'ANC prend son nom actuel en 1948. Elle participe avec la Fédération des femmes sud-africaines à plusieurs manifestations contre le gouvernement sud-africain et contre sa politique d'apartheid (campagne de défiance en 1952, marche des femmes en 1956). Lillian Ngoyi devient en 1956 la première femme de l'ANCWL membre du Comité exécutif national de l'ANC. En 1960, la Ligue des femmes est interdite avec l'ANC, forçant ses dirigeantes à entrer dans la clandestinité. Elle n'est de nouveau autorisée qu'en 1990, après la levée d'interdiction par le président Frederik de Klerk. En 1993, Winnie Mandela en devient la présidente, réélue une seconde fois en 1997.
Sa présidente actuelle est Bathabile Dlamini (depuis 2015).
La Ligue des femmes soutient la candidature de Nkosazana Dlamini-Zuma pour prendre la tête de l'ANC lors du congrès du parti prévu pour décembre 2017, ce qui aurait fait d'elle la candidate de l'ANC à la présidence de la République sud-africaine. C'est finalement Cyril Ramaphosa qui est choisi.

## Liste de membres
- Lillian Ngoyi
- Frances Baard
- Winnie Mandela
- Ruth Mompati
- Nkosazana Dlamini-Zuma
- Albertina Sisulu